# David Gregory
David Gregory (originalmente escrito Gregorie) FRS (3 de junio de 1659 - 10 de octubre de 1708) fue un matemático y astrónomo británico. Fue profesor de matemáticas en la Universidad de Edimburgo, Profesor Saviliano de astronomía en la Universidad de Oxford, y divulgador de los Principia de Isaac Newton.

## Biografía

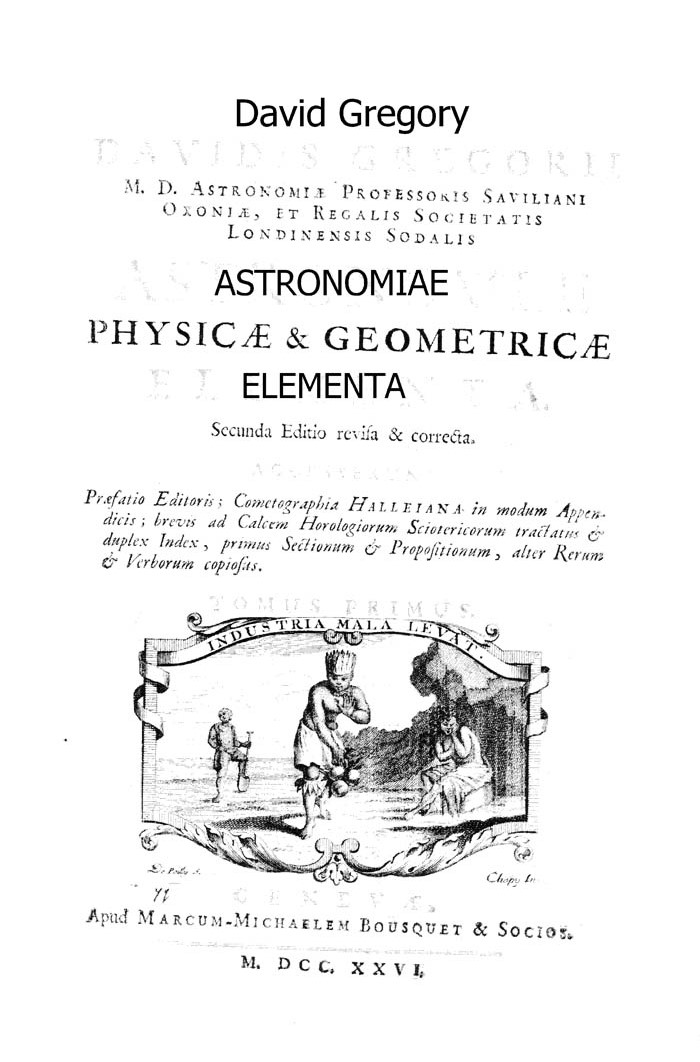
Astronomiae physicae et geometricae elementa, 1726

Cuarto de los quince hijos de David Gregorie, médico originario de Kinnairdy, Banffshire, y de Jean Walker de Orchiston, David nació en Upper Kirkgate, Aberdeen. Era sobrino del astrónomo y matemático James Gregory. David, como su influyente tío antes que él, estudió en la Aberdeen Grammar School y en el Marshall College (Universidad de Aberdeen), de 1671 a 1675, comenzando sus estudios cuando tenía tan solo 12 años. Después de su paso por la universidad (nunca se graduó), todavía con solo 16 años, Gregory visitó varios países en el continente, incluyendo Holanda (dónde empezó a estudiar medicina en la Universidad de Leiden) y Francia; y no regresó a Escocia hasta 1683. 
En 1690, durante un periodo de malestar político y religioso en Escocia (su familia era episcopaliana y partidaria de la causa Jacobina), Gregory decidió partir a Inglaterra, donde en 1691 fue elegido Profesor Savilian de la Universidad de Oxford, en gran parte gracias a la influencia de Isaac Newton. El mismo año fue elegido miembro de la Royal Society. En 1692 fue elegido miembro del Balliol College de la Universidad de Oxford.
Con 24 años fue nombrado profesor de matemáticas en la Universidad de Edimburgo. Durante 1694, pasó varios días con Isaac Newton tratando acerca de una segunda edición de los Principia de Newton, pero estos planes finalmente no se llevaron a cabo.
Tras la Unión de 1707, fue nombrado responsable de reorganizar la Scotish Mint (las cecas de Escocia).
Gregory era tío del filósofo Thomas Reid.
Gregory y su mujer, Elizabeth Oliphant, tuvieron nueve hijos, aunque solo dos llegaron a la edad adulta.
Falleció en Maidenhead, Berkshire, en cuyo cementerio está enterrado.